# Большие десантные корабли проекта 775
Большие десантные корабли проекта 775 (по кодификации НАТО — Ropucha (пол. жаба)) — серия больших десантных кораблей (БДК) 2-го ранга ближней и дальней морской зоны построенные в Польше на верфи «Stocznia Północna» в Гданьске для ВМФ СССР.
Корабли предназначены для высадки морского десанта на необорудованное побережье и переброски морем войск и грузов. Способны транспортировать различные виды бронетехники, включая танки.
Корабли этого проекта являются основой российского десантного флота. До 1977 года классифицировались как «средние десантные корабли».
На смену десантным кораблям проекта 775 должны были прийти корабли нового проекта 778, первые два корабля были заложены также на верфи в Гданьске. После распада СССР в 1992 году оба недостроенных корабля нового проекта были разобраны на стапелях.

## Проект
ВМФ СССР нужен был новый десантный корабль для замены стареющих БДК проекта 1171. Корабль должен был стать специально спроектированным для десантных операций, иметь более мощное вооружение и живучесть, в отличие от проекта 1171, сделанных на базе сухогруза. Корабли проекта должны были занимать промежуточное значение между «Носорогами» и СДК. Проектирование осуществлялось в Польше. Главным конструктором был польский инженер-кораблестроитель О. Высоцкий, а главным наблюдателем от ВМФ СССР был сначала капитан 1-го ранга Б. Н. Молодожников, потом — гражданский специалист М. И. Рыбников.

## Конструкция
Корабль имеет развитую кормовую надстройку. На корме имеется герметичный откидной лацпорт, нужный для погрузки техники с пирса при швартовке кормой. Танковый трюм проходит по всей длине корпуса, соединяя лацпорт и носовую аппарель, позволяющую производить десантирование амфибийной техники в море при волнении до 4 баллов.

### Вооружение
Для обстрела береговых укреплений и уничтожения живой силы противника десантные корабли проекта 775 используют две ПУ МС-73 РСЗО А-215 «Град-М» калибра 122-мм, способные вести огонь с интервалом 0,5 секунды на дальность 21 км. Из артиллерийского вооружения БДК имеют две спаренные 57-мм АУ АК-725 с дистанционным наведением. Для усиления огневой мощи и средств ПВО на БДК проекта 775/III вместо двух АК-725 был установлен артиллерийский комплекс, в состав которого входят одна установка АК-176 и две установки АК-630М.

### Радиотехническое вооружение
Управление механизмами наведения на кораблях проекта 775 и 775/II осуществляется при помощи приборов управления стрельбой МР-103 «Барс», а на кораблях проекта 775/III для управления артиллерийским вооружением установлена единая система управления огнём МР-123/176 «Вымпел». Для управления огнём реактивной артиллерии устанавливалась СУО ПС-73 «Гроза».
Также корабли проекта оборудованы радиолокационной станцией общего обнаружения МР-302 «Рубка» с дальностью действия до 100 км (на кораблях пр. 775/III вместо МР-302 установлена МР-352 «Позитив») и двумя навигационными РЛС МР-212/201 с дальностью действия до 64 км (в ходе постройки и модернизаций на корабли могли устанавливаться различные НРЛС: «Дон», «Вайгач», «Миус»).

### Десантные возможности
Десантовместимость:
- 10 средних танков и 340 чел.
- 12 единиц бронетехники и 340 чел.
- 3 средних танка, 3 САУ 2С9 «Нона-С», 5 МТ-ЛБ, 4 грузовых автомашины и 313 чел.

Либо:
- вариант 1 — 13 средних (основных) танков;
- вариант 2 — 13 БТР;
- вариант 3 — 20 грузовых автомобилей;
- личный состав десанта (при всех вариантах загрузки) — 150 чел.

Размеры грузового отсека 55 × 6,5 × 4,5 м + 40 × 4,5 × 4,5 м, масса груза — до 480 тонн. Десант размещается в нескольких кубриках и офицерских 4-местных каютах.

## Служба
За время своей службы корабли этого проекта принимали участие в самых различных операциях, не понеся потерь вплоть до начала полномасштабного российского вторжения в Украину в 2022 году.
В 1986 году с началом очередного витка гражданской войны в Йемене эвакуировали советских граждан из йеменского порта Аден.
В 1991 году участвовали в эвакуации из Эфиопии, с острова Нокра.
Активно использовались как сухогрузы для снабжения флотских частей на Камчатке, Сахалине и Курилах.
Самая крупная современная операция с использованием кораблей этого проекта проведена в августе 1999 года, когда 5 БДК приняли участие в доставке российского контингента миротворческих сил в Югославию — за два рейса в Салоники было доставлено 260 единиц техники и 650 человек личного состава.
12 августа 2008 года два БДК Черноморского Флота ВМФ России — «Ямал» и «Саратов» под прикрытием МПК «Суздалец» высадили российский десант в грузинском порту Поти. Целью операции было уничтожение в порту кораблей ВМС Грузии. По завершении данной операции БДК оставались на боевом дежурстве у берегов Грузии до 26 сентября.
22 марта 2011 года, десантный корабль Военно-Морских Сил Украины «Константин Ольшанский» прибыл в Ливию, где разгоралась гражданская война, для эвакуации граждан Украины. На борт были приняты 193 человека, из них 85 граждан Украины и 108 граждан из 14 других стран мира). 4 апреля корабль прибыл на Мальту, где были высажены 79 человек. 11 апреля корабль прибыл в Севастополь, доставив туда граждан Украины и стран СНГ.
С начала военного противостояния в Сирии и по сей день (декабрь 2015), БДК данного проекта, трёх флотов Российской Федерации, принимают активное участие в доставке грузов сирийскому правительству (Сирийский экспресс), через российскую базу материально-технического обеспечения в сирийском городе Тартус.
В ночь с 5 на 6 марта 2014 года путём затопления на входе в бухту Донузлав (АР Крым) Черноморским флотом РФ своих старых кораблей БДК «Константин Ольшанский» был заблокирован на своей стоянке. После 18 дней противостояния корабль перешёл под контроль российских военнослужащих. По данным на апрель 2021 года, корабль находится на долговременном хранении в Севастополе.
В ходе вторжения России в Украину 24 марта 2022 года корабль «Новочеркасск» был атакован украинскими ракетами в порту Бердянска. В результате погибли 3 члена экипажа.
26 декабря 2023 года ВСУ атаковали «Новочеркасск» в Феодосии с помощью крылатых ракет. Очевидцы публиковали в социальных сетях фото и видео мощных взрывов и сильного пожара в феодосийском порту. ВСУ заявили, что корабль был уничтожен. Командующий Воздушных сил ВСУ Николай Олещук заявил: «а в этот раз вслед за флагманом ЧФ РФ — крейсером „Москва“ — следует большой десантный корабль „Новочеркасск“. Спасибо пилотам️ Воздушных сил». Минобороны РФ заявило, что «Новочеркасск» «получил повреждения» «в ходе отражения удара» ВСУ.

## Состав серии
БДК этого проекта строились с 1974 года по 1985 год. За этот период на верфи «Stocznіa Polnocna» в Польше было построено 25 кораблей проекта 775 и 3 корабля модернизированного проекта (отличаются вооружением) 775М (775/III), которыми была завершена серия. Головной корабль СДК-47 (заводской № 775/1) проекта был построен в 1974 году. Один корабль в 1979 году был передан Йемену.
Цвета таблицы:

Белый — не достроен или утилизирован не спущенным на воду

 Зелёный  — действующий в составе ВМФ

 Жёлтый  — действующий в составе иностранных ВМС или как гражданское судно

 Красный  — списан, утилизирован или потерян

 Серый  — находится на хранении
| Название           | б/н             | Зав. №          | В строю         | Флот            | Состояние            | Примечания                                         |
| Проект 775 — 12    | Проект 775 — 12 | Проект 775 — 12 | Проект 775 — 12 | Проект 775 — 12 | Проект 775 — 12      | Проект 775 — 12                                    |
| ------------------ | --------------- | --------------- | --------------- | --------------- | -------------------- | -------------------------------------------------- |
| СДК-47 (БДК-47)    | 134             | 775/1           | 01.07.1974      | БФ              | Списан 17.12.1994    |                                                    |
| СДК-48 (БДК-48)    | 061             | 775/2           | 30.06.1975      | ТОФ             | Списан 05.07.1994    |                                                    |
| СДК-63 (БДК-63)    | 083             | 775/3           | 30.06.1975      | ТОФ             | Списан 05.07.1994    |                                                    |
| СДК-90 (БДК-90)    | 058             | 775/4           | 30.11.1975      | ТОФ             | Списан 05.07.1994    |                                                    |
| СДК-91 (БДК-91)    | 012             | 775/5           | 30.06.1976      | СФ              | Поврежден, в ремонте | с 07.05.2000 — «Оленегорский горняк»               |
| СДК-181 (БДК-181)  | 083             | 775/6           | 09.10.1976      | ТОФ             | Списан 05.07.1994    |                                                    |
| СДК-182 (БДК-182)  | 027             | 775/7           | 23.02.1977      | СФ              | В строю              | с 09.02.1999 — «Кондопога»                         |
| СДК-183 (БДК-183)  | 035             | 775/8           | 15.03.1977      | СФ              | Списан 22.06.2005    | с 10.04.2003 — «Котлас»                            |
| СДК-197 (БДК-197)  | 055             | 775/9           | 21.09.1977      | ТОФ             | Списан 05.07.1994    |                                                    |
| СДК-200 (БДК-200)  | 011             | 775/10          | 1977            | СФ              | Списан 30.06.1993    |                                                    |
| СДК-55 (БДК-55)    | 031             | 775/11          | 30.07.1978      | СФ              | В строю              | с 09.05.2001 — «Александр Отраковский»             |
| СДК-119 (БДК-119)  | н/д             | 775/12          | 27.02.1979      | ВМС Йемена      | Затонул 01.02.2018   | После списания в 2002 году сухогруз «Sam Of Yemen» |
| Проект 775/II — 13 |                 |                 |                 |                 |                      |                                                    |
| БДК-14             | 070             | 775/13          | 31.08.1981      | ТОФ             | Списан 03.05.2001    |                                                    |
| БДК-101            | 066             | 775/14          | 19.12.1981      | ТОФ             | В строю              | с 24.01.2006 — «Ослябя»                            |
| БДК-105            | 125             | 775/15          | 02.03.1982      | БФ              | Списан 10.04.2002    |                                                    |
| БДК-98             | 055             | 775/16          | 28.09.1982      | ТОФ             | В строю              | c 25.07.2011 — «Адмирал Невельской»                |
| БДК-32             | 039             | 775/17          | 1982            | СФ              | Списан 10.04.2002    |                                                    |
| БДК-43             | 127             | 775/18          | 30.05.1983      | БФ              | Поврежден, в ремонте | с 16.09.2000 — «Минск»                             |
| БДК-58             | 102             | 775/19          | 09.12.1984      | БФ              | В строю              | с 30.04.1999 — «Калининград»                       |
| БДК-45             | 016             | 775/20          | 05.03.1985      | СФ              | В строю              | с 27.07.2002 — «Георгий Победоносец»               |
| БДК-56             | 42              | 775/21          | 1985            | ВМС Украины     | В отстое             | с 1991 года — «Константин Ольшанский»              |
| БДК-60             | 110             | 775/22          | 31.12.1985      | БФ              | В строю              | с 12.11.1986 — «Александр Шабалин»                 |
| БДК-64             | 158             | 775/23          | 30.09.1986      | ЧФ              | Уничтожен 14.02.2024 | с 10.05.1989 — «Цезарь Куников»                    |
| БДК-46             | 142             | 775/24          | 30.11.1987      | ЧФ              | Уничтожен 26.12.2023 | с июля 2002 года — «Новочеркасск»                  |
| БДК-67             | 156             | 775/25          | 30.04.1988      | ЧФ              | В ремонте            | с 03.01.2002 — «Ямал»                              |
| Проект 775/III — 3 |                 |                 |                 |                 |                      |                                                    |
| БДК-54             | 151             | 775/26          | 12.10.1990      | ЧФ              | В ремонте с 2022     | с 23.11.1998 — «Азов»                              |
| БДК-11             | 077             | 775/27          | 10.04.1991      | ТОФ             | В строю              | с 24.01.2006 — «Пересвет»                          |
| БДК-61             | 130             | 775/28          | 10.07.1991      | БФ              | В строю              | с 30.08.2000 — «Королёв»                           |

## Галерея

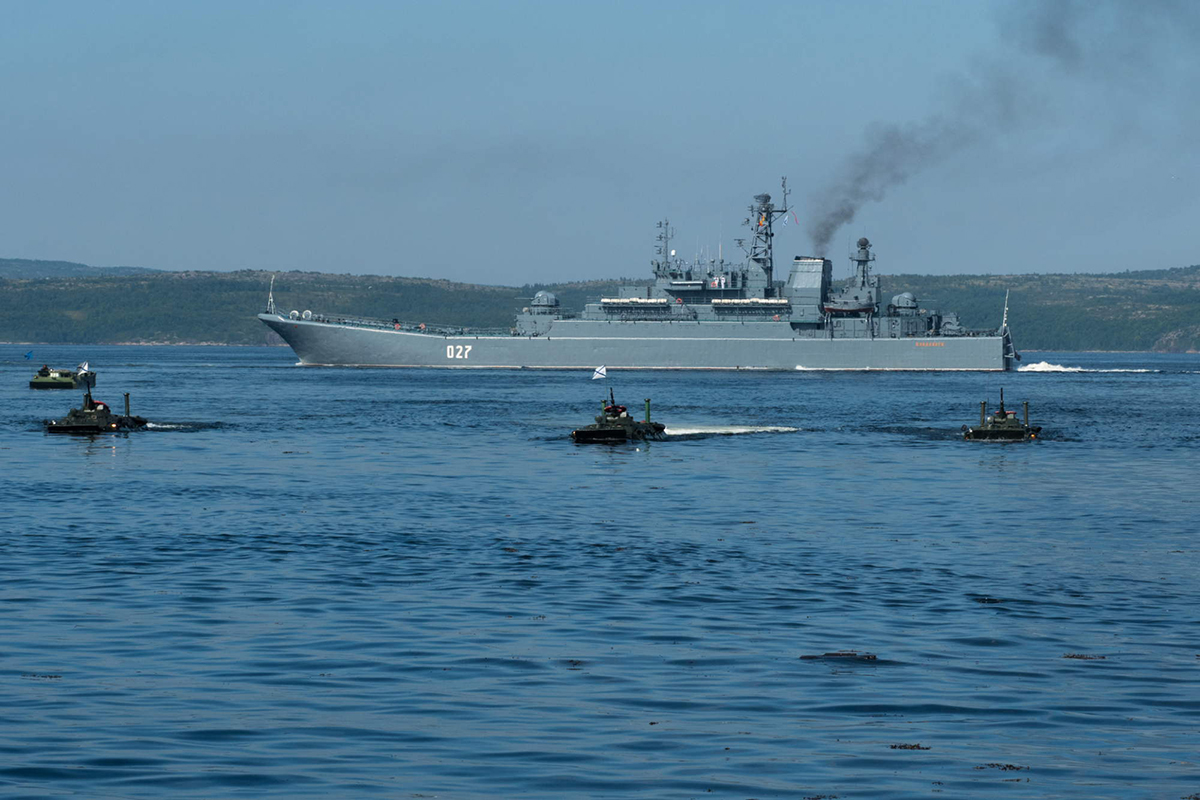
БДК «Кондопога»
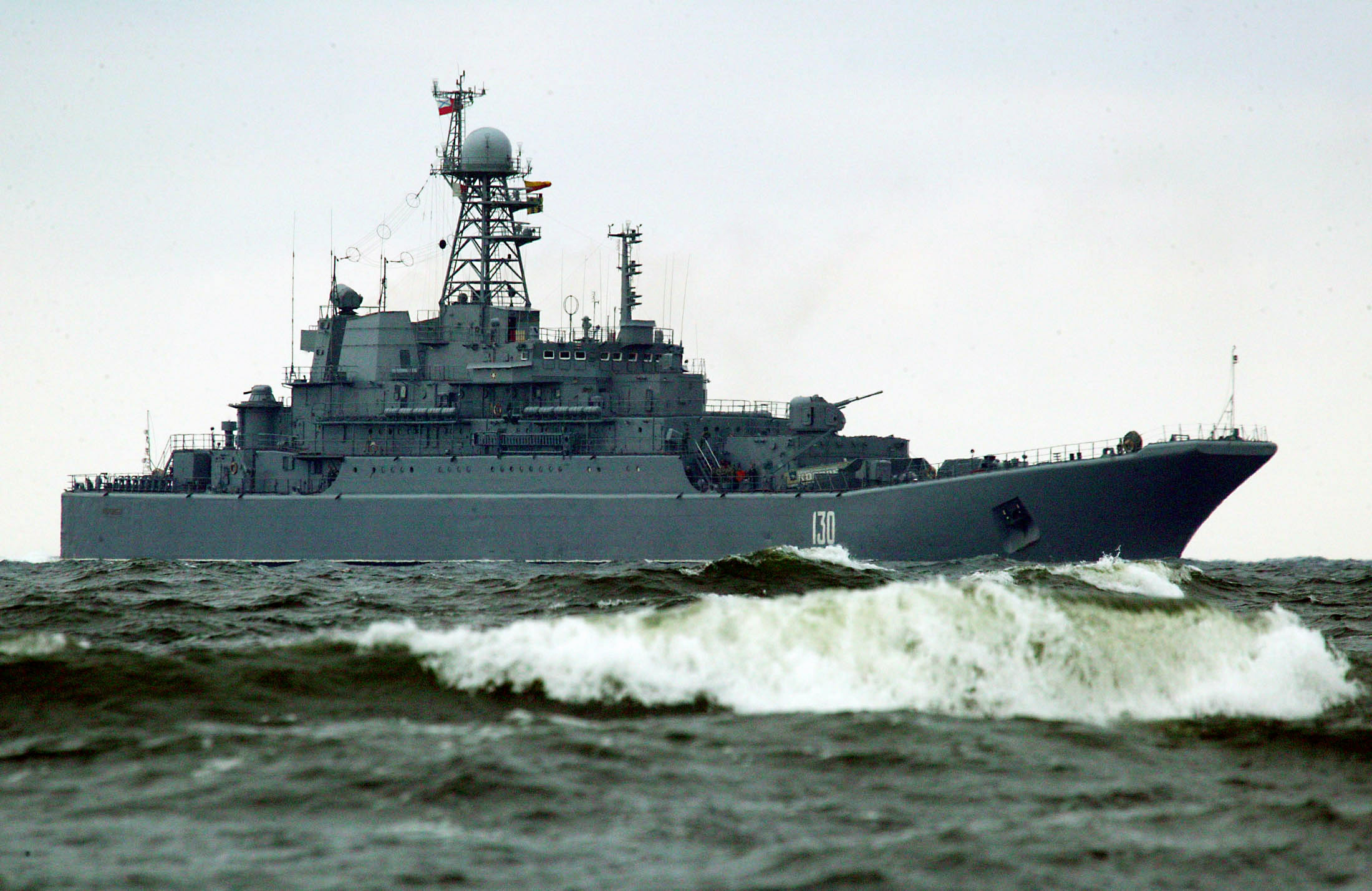
БДК «Королев»
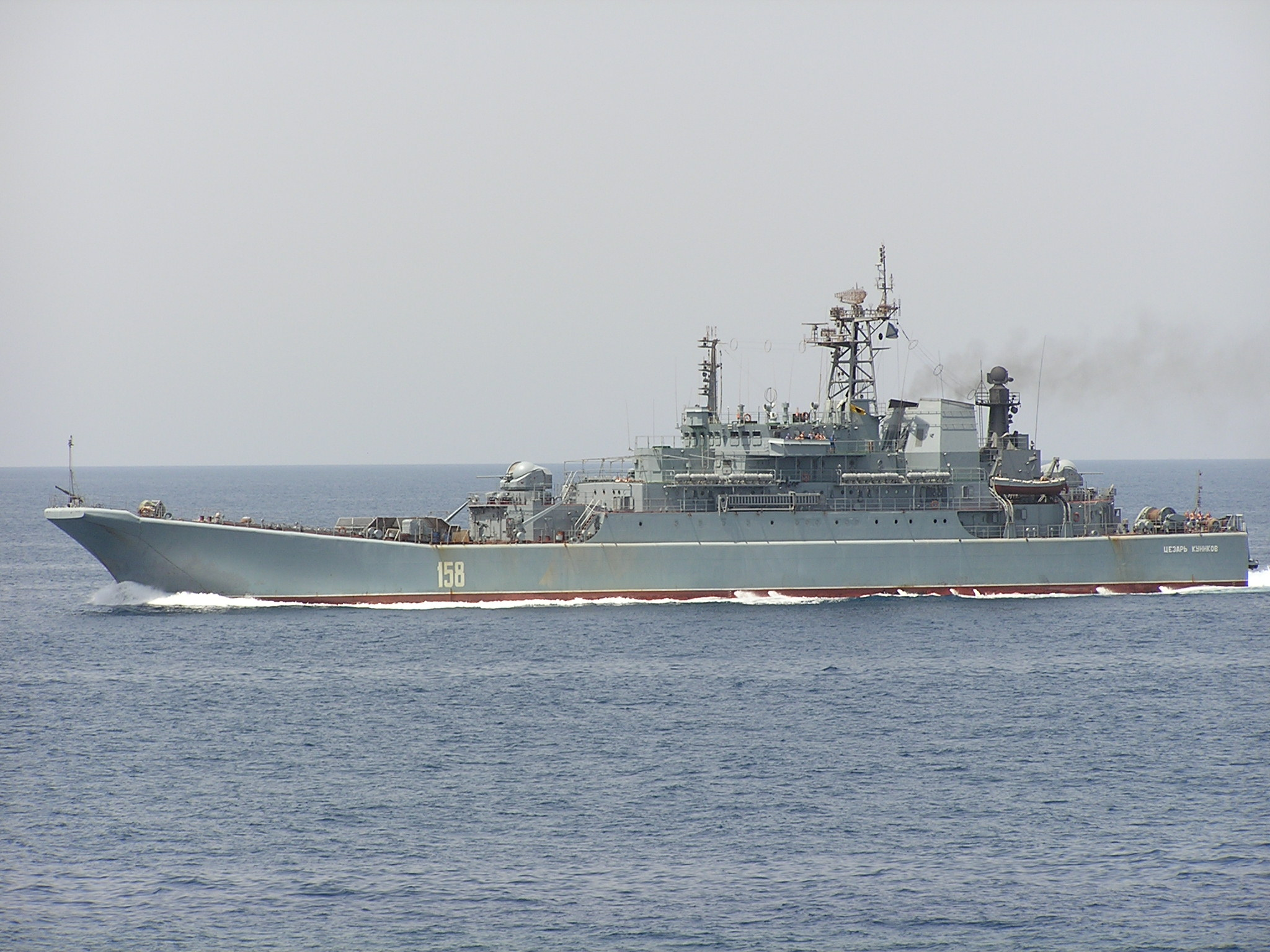
БДК «Цезарь Куников»
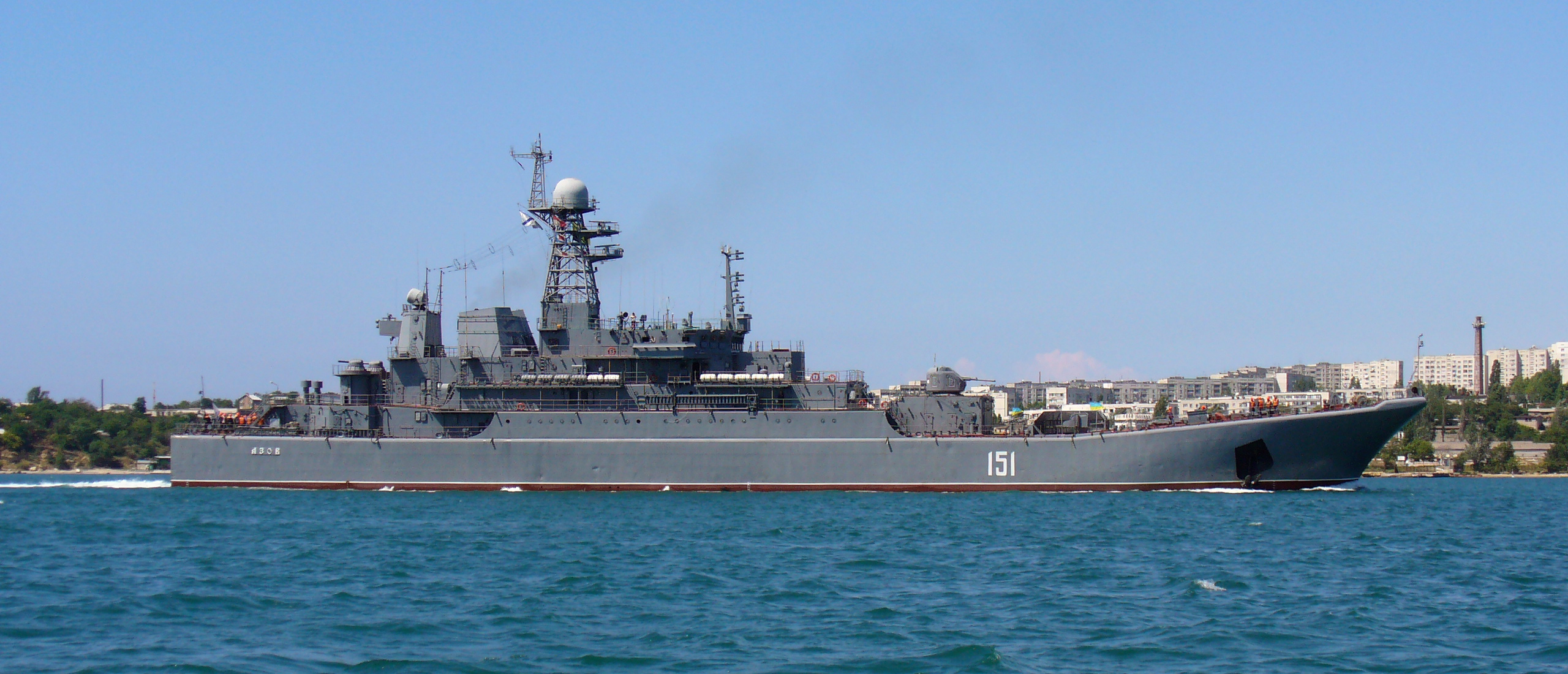
БДК «Азов» в Севастополе
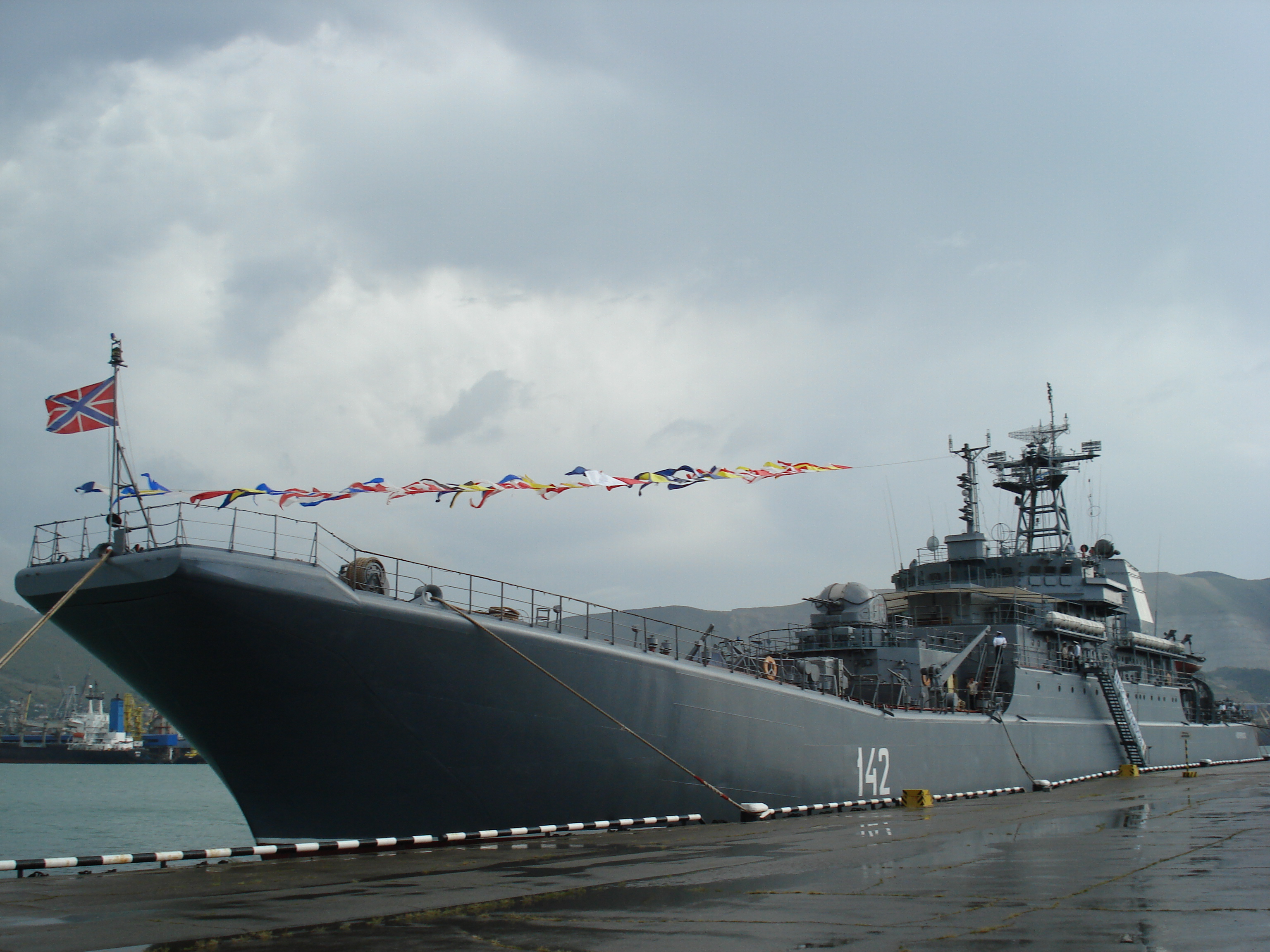
БДК «Новочеркасск» в Новороссийске
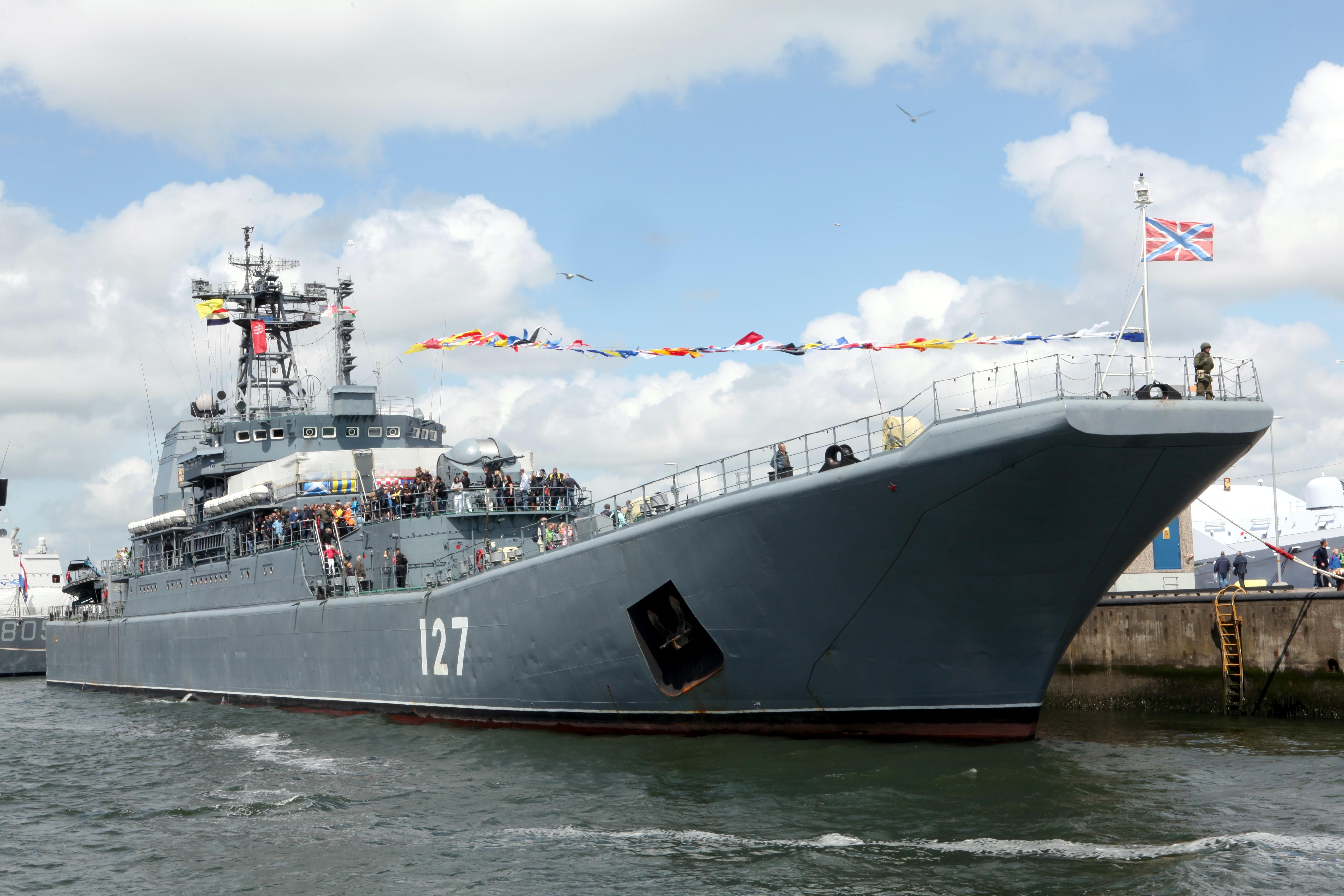
БДК «Минск» Балтийского флота, 2011 год
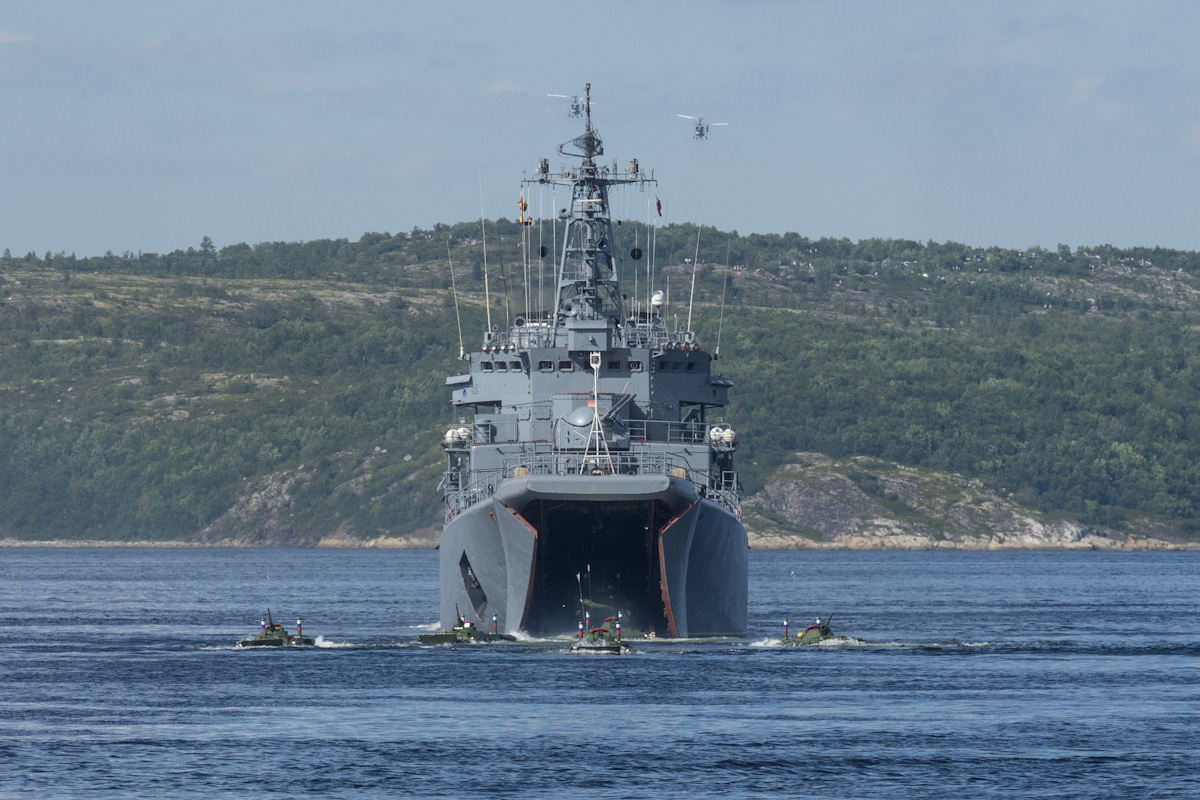
БДК «Георгий Победоносец» на учениях в Баренцевом море
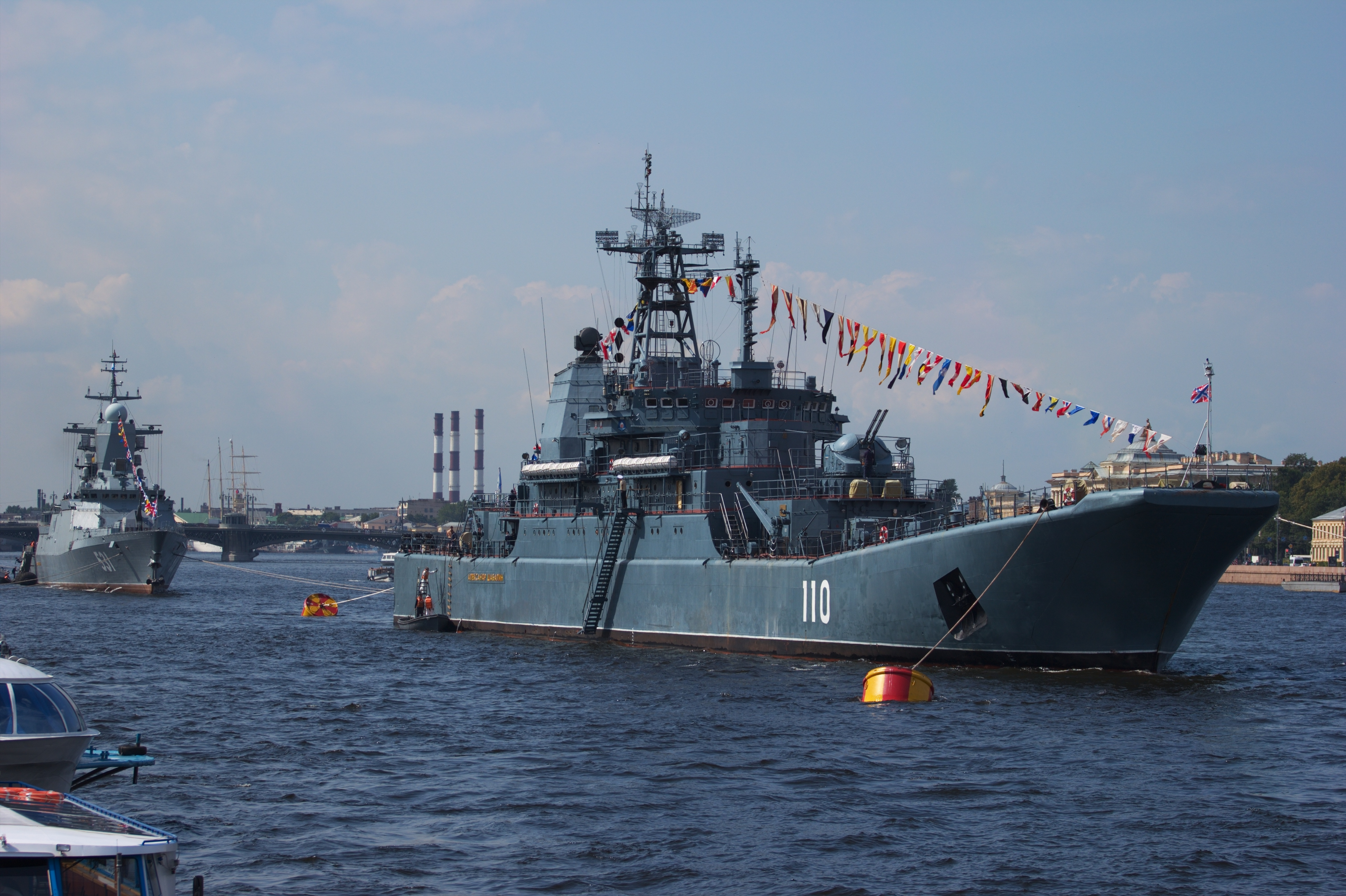
БДК «Александр Шабалин» на параде в День ВМФ, Санкт-Петербург, 2012 год
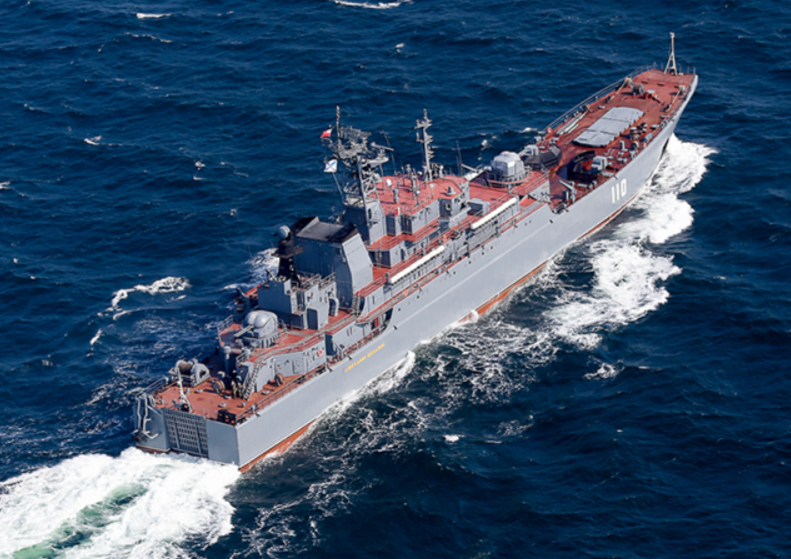
БДК «Александр Шабалин» в ходе совместных российско-белорусских учений «Щит Союза-2015»
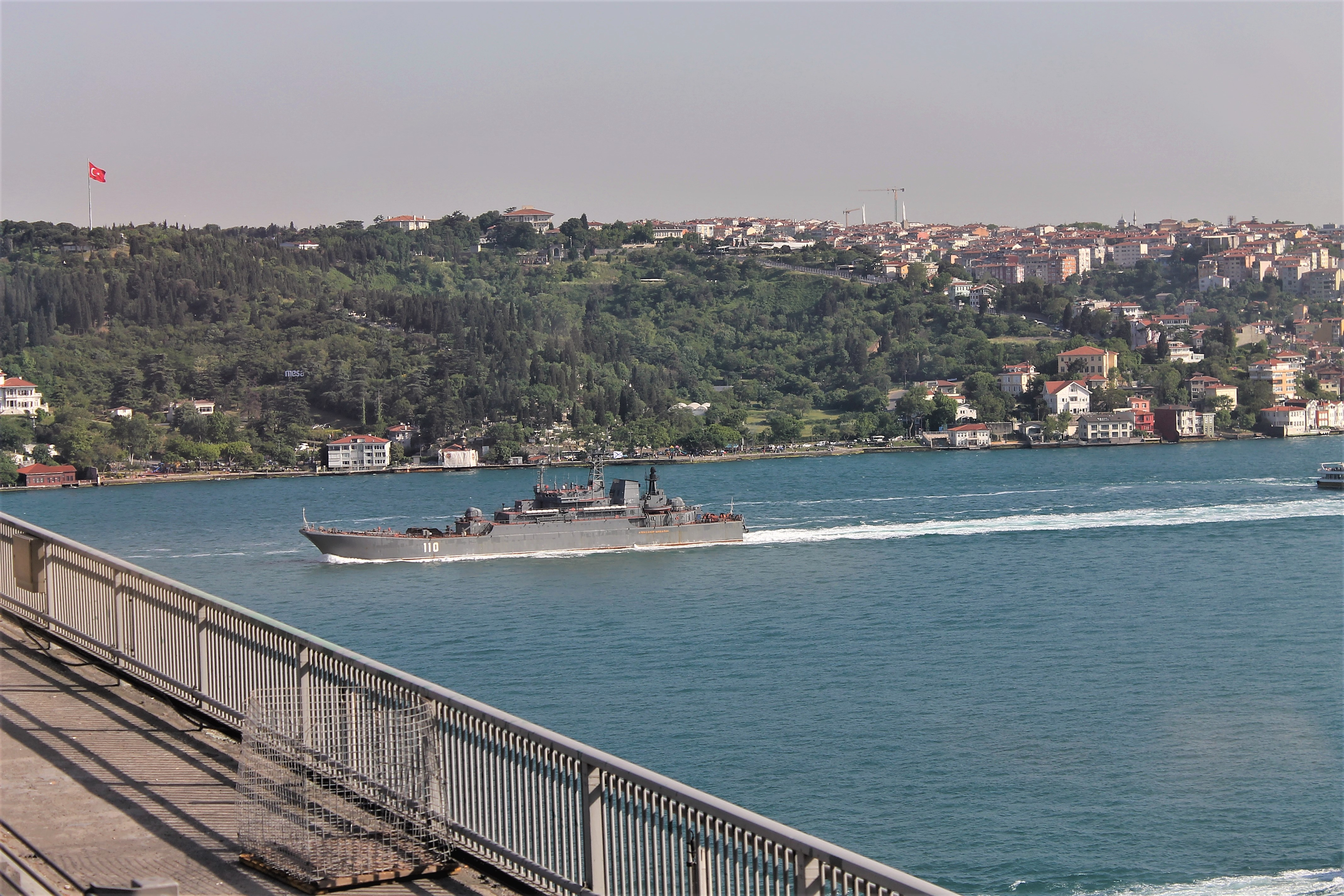
БДК «Александр Шабалин» проходит пролив Босфор, направлясь в сторону Чёрного моря
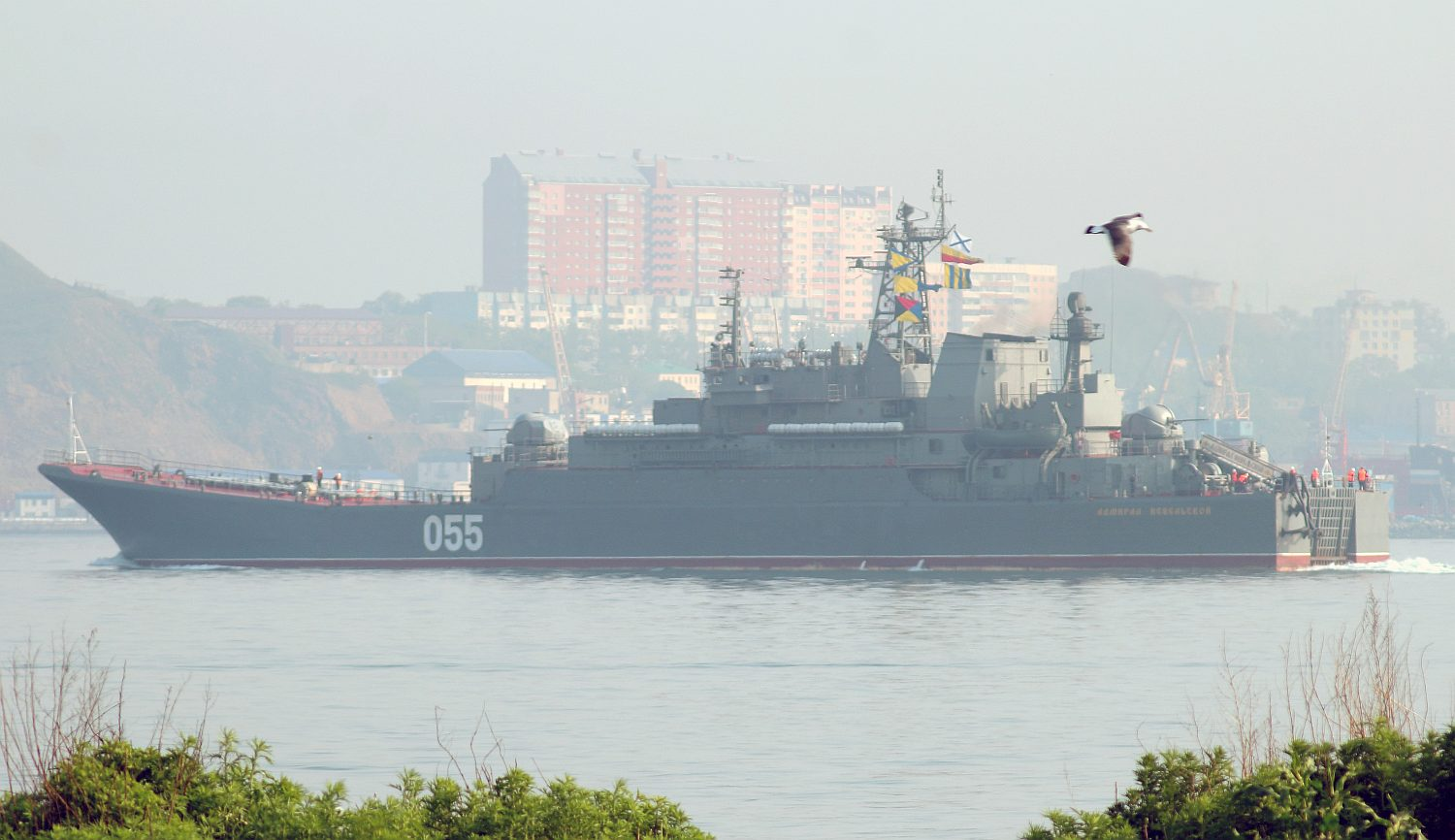
БДК «Адмирал Невельской» в проливе Босфор Восточный, 2014 год.
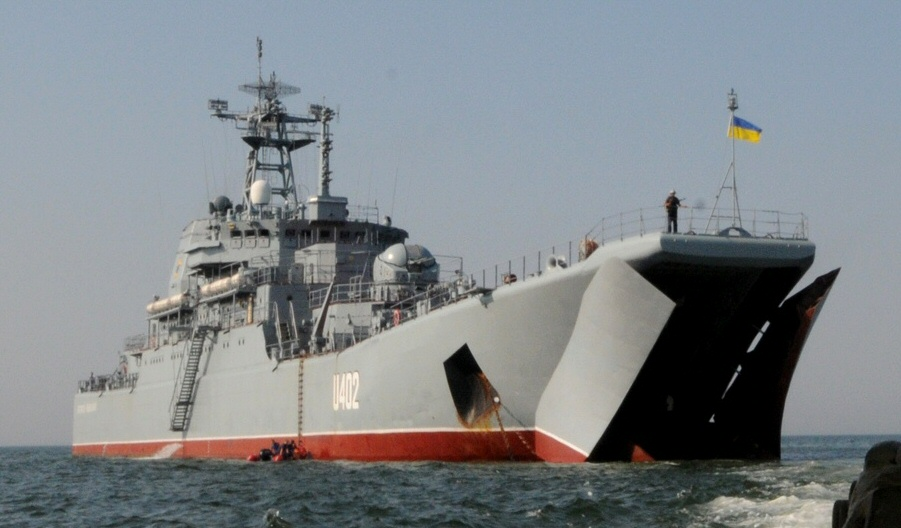
БДК «Константин Ольшанский» ВМС Украины высадка морского десанта